# Vladimir Karpov
Pour les articles homonymes, voir Karpov.
Ne doit pas être confondu avec Vladimir Karpov (explorateur).
Vladimir Vassilievitch Karpov (en russe : Влади́мир Васи́льевич Ка́рпов), né le 28 juillet 1922 à Orenbourg (RSFSR) et mort le 18 janvier 2010 à Moscou, est un écrivain russe et soviétique, auteur de romans, de nouvelles, de récits et d'études sur la Grande Guerre patriotique. Il est fait Héros de l'Union soviétique en 1944 et lauréat du prix d'État d'URSS en 1986. Karpov était membre du Parti communiste depuis 1943.

## Biographie
Karpov est né à Orenbourg, mais il a passé son enfance et sa jeunesse à Tachkent, capitale de la république socialiste soviétique d'Ouzbékistan. Il fait ses études à l'École supérieure d'infanterie de Tachkent (1939-1941). Il est champion de boxe d'Ouzbékistan et des républiques d'Asie centrale en poids moyen, étant entraîné notamment par Sidney Jackson.
Il est élève officier lorsque la guerre éclate en 1941, mais il fait partie des condamnés politiques et il est envoyé dans un bataillon disciplinaire qui combat sur le front de Kalinine en 1942. Il est réhabilité pour sa bravoure face à l'ennemi en 1943 et nommé lieutenant. Il devient Héros de l'Union soviétique le 4 juin 1944 pour avoir fait soixante-dix-neuf prisonniers. Après la guerre, il entre à l'Académie militaire Frounzé dont il sort diplômé en 1947, puis sert dans les républiques d'Asie centrale. Il est commandant de régiment dans le Pamir et le Karakoum. Il prend sa retraite en 1966 au grade de commandant et au poste de chef d'état-major de division.
Il a commencé sa carrière littéraire en 1945 et obtenu son diplôme de l'Institut de littérature Maxime-Gorki (cours de littérature par correspondance) en 1954. Après 1966, il est journaliste et rédacteur en chef adjoint à la revue Oktiabr (Octobre), publiée en Ouzbékistan, journaliste et rédacteur en chef à Novy Mir de 1981 à 1986.
Vladimir Karpov est premier secrétaire de l'Union des écrivains soviétiques de 1986 à 1991, dont il était membre depuis 1962. Il était membre du comité central du PCUS depuis 1986, député au Soviet suprême de 1984 à 1989.
Il est enterré au cimetière Troïekourovskoïe de Moscou.

## Quelques œuvres
- Двадцать четыре часа из жизни разведчика (Vingt-quatre heures de la vie d'un officier du renseignement), 1960
- Командиры седеют рано (Les Commandants grisonnent tôt), 1965
- Маршальский жезл (Le Bâton de maréchal), 1970
- Взять живым! (Prenez-le vivant!), 1974
- Не мечом единым (Jamais seul avec son épée), 1979
- Полководец, (Le Commandant de compagnie), 1984 [Étude sur le général Petrov ]
- Маршал Жуков, его соратники и противники в годы войны и мира (Le maréchal Joukov, ses compagnons et ses ennemis pendant les années de guerre et de paix), 1989
- Маршал Жуков. Опала (Le maréchal Joukov. La Disgrâce), 1994
- Расстрелянные маршалы (Les maréchaux fusillés), 1999
- Генералиссимус», в 2 томах (Le Généralissime), 2002 [Biographie de Staline ]
- Маршал Баграмян "Мы много пережили в тиши после войны" (Le maréchal Bagramian: « Nous avons beaucoup enduré dans le calme après la guerre »), 2006
- Генерал армии Черняховский (Le Général d'armée Tcherniakhovski), 2006
- Се ля ви… Такова жизнь (C'est la vie), 2007, nouvelles et récits
- Большая жизнь (La Grande vie), 2009, autobiographie
- Гибель и воскрешение разведчика (L'Exécution et la résurrection d'un homme du renseignement), 2010

## Décorations et hommages
- Héros de l'Union soviétique, 1944
- Ordre du Mérite pour la Patrie, IVe classe
- Ordre de Lénine (deux fois)
- Ordre de la révolution d'Octobre
- Ordre du Drapeau rouge
- Ordre de la Guerre patriotique, Ire classe
- Ordre du Drapeau rouge du Travail
- Ordre de l'Étoile rouge (deux fois)
- Médaille du Courage
- Médaille pour le Service au combat, etc.
- Prix d'État de l'URSS (1986) pour son récit Le Commandant de compagnie
- Citoyen d'honneur de Tachkent et de Smolensk
- Prix d'État de la RSS d'Ouzbékistan (1970)
- Prix Fadeïev (1975)
- Prix du ministère de la Défense d'URSS (1977) pour son roman Prenez-le vivant!

## Source
- (ru) Cet article est partiellement ou en totalité issu de l’article de Wikipédia en russe intitulé « Карпов, Владимир Васильевич » (voir la liste des auteurs).